# Jody Miller
Jody Miller, geboren als Myrna Joy Miller (* 29. November 1941 in Phoenix, Arizona; † 6. Oktober 2022 in Blanchard, Oklahoma), war eine US-amerikanische Countrysängerin, die ihre größten Erfolge in den 1960er Jahren feierte. Ihre Musik wird zum Nashville Sound gezählt.

## Musikalische Laufbahn
Miller wuchs in einer musikalisch orientierten Familie in Blanchard im US-Bundesstaat Oklahoma auf. Während ihrer Schulzeit leitete sie ein Gesangstrio, das mit Countrysongs in Collegebars auftrat. Nach dem Schulabschluss ging sie nach Kalifornien, um ihre Gesangskarriere zu forcieren, doch ein schwerer Verkehrsunfall zwang sie, wieder nach Hause zurückzukehren. Von dort aus nahm sie einen neuen Anlauf, um ins Musikgeschäft zu kommen, und es gelang ihr, sich durch einen Auftritt in der Tom-Paxton-Fernsehshow als Countrysängerin überregional bekannt zu machen.
Durch Vermittlung des Schauspielers Dale Robertson erhielt Miller 1963 einen Plattenvertrag bei der in Los Angeles ansässigen Plattenfirma Capitol Records. Diese brachte mit ihr unter dem Namen „Jody Miller“ im Herbst 1963 die erste Single heraus, die auf einer Seite den Titel He Walks Like a Man enthielt. Damit kam sie sofort in die Hot 100 des US-Musikmagazins Billboard, wo sie bis zum Platz 66 aufstieg. Mit ihrem Charme und ihrer guten Figur wurde sie von Capitol zur „Popmusikprinzessin“ aufgebaut. Mit ihrer siebten Single und dem Titel Queen of the House erreichte sie Anfang 1965 den größten Plattenerfolg ihrer Karriere; der Song war eine Antwort auf Roger Millers King of the Road. Er wurde von Billboard sowohl in den Hot 100 als in den Country-Charts gelistet, in denen sie als beste Notierung die Plätze zwölf bzw. fünf belegte. Darüber hinaus erhielt sie für den Song einen Grammy für die beste weibliche Country-Präsentation. Mit zahlreichen Auftritten in US-weiten Fernsehshows und Tourneen quer durch die USA wurde ihr Image des „kleinen Girls mit der großen Stimme“ publik gemacht. 1969 verließ Miller Capitol um eine Babypause einzulegen. Für Capitol hatte sie etwa 22 Singles und fünf Langspielplatten aufgenommen. Im Sommer 1970 erschien ihre erste Single bei der New Yorker Plattenfirma Epic Records, deren A-Seite mit Look at Mine sogleich in die Countrycharts kam (21.). Während sich Miller in den Vorjahren auch in den Hot 100 platzieren konnte, legte Epic Miller vorrangig auf Countrysongs fest, sodass sie fortan nur noch in den Countrycharts notiert wurde, dies allerdings 24 Mal. Insgesamt wurden bei Epic bis 1979 26 Singles und acht Langspielplatten mit Jody Miller herausgebracht, 1973 brachte Capitol noch eine sechste Miller-Langespielplatte auf den Markt.
Sowohl Capitol als auch Epic vertrieben Platten von Jody Miller unter anderem auch in Großbritannien, Frankreich und Deutschland. In Deutschland kamen sechs Singles auf den Markt, darunter auch zwei mit deutschsprachigen Titeln. Der 1965er Song Jetzt geh’n unsre Sterne auf konnte sich in den Top 40 der Musikzeitschrift Musikmarkt auf dem 33. Rang platzieren.
Anfang der 1980er Jahre zog sich Miller aus dem Musikgeschäft zurück und begann, auf einer 1000 ha großen Ranch Pferde zu züchten. Mit ihrem Album 1987 My Country kehrte sie 1987 in die Musikszene zurück. Die in dem Album enthaltenen patriotischen Texte verhalfen ihr 1988 zu einer Einladung zum Einführungsball von Präsident Bush sen. In den 1990er Jahren veröffentlichte Miller einige Gospelalben, die ihr die Aufnahme in die Hall of Fame der International Country Gospel Music Association einbrachte. Die Country Gospel Music Guild zeichnete Miller 1999 als Entertainerin des Jahres aus.

## Diskografie

### Alben
| Jahr | Titel                              | Höchstplatzierung, Gesamtwochen, AuszeichnungChartplatzierungen (Jahr, Titel, Platzierungen, Wochen, Auszeichnungen, Anmerkungen) | Höchstplatzierung, Gesamtwochen, AuszeichnungChartplatzierungen (Jahr, Titel, Platzierungen, Wochen, Auszeichnungen, Anmerkungen) | Anmerkungen |
| Jahr | Titel                              | US | Country | Anmerkungen |
| ---- | ---------------------------------- | --- | --- | ----------- |
| 1965 | Queen of the House                 | US124 (6 Wo.)US | Country17 (3 Wo.)Country |             |
| 1968 | The Nashville Sound of Jody Miller | — | Country42 (2 Wo.)Country |             |
| 1971 | He’s So Fine                       | US117 (8 Wo.)US | Country12 (19 Wo.)Country |             |
| 1971 | Look at Mine                       | — | Country20 (16 Wo.)Country |             |
| 1972 | There’s a Party Goin’ On           | — | Country29 (6 Wo.)Country |             |
| 1973 | The Best of Jody Miller            | — | Country41 (2 Wo.)Country |             |
| 1973 | Good News!                         | — | Country18 (10 Wo.)Country |             |
| 1974 | House of the Rising Sun            | — | Country30 (8 Wo.)Country |             |
| 1975 | Country Girl                       | — | Country49 (2 Wo.)Country |             |

### Singles
| Jahr | Titel Album                                                  | Höchstplatzierung, Gesamtwochen, AuszeichnungChartplatzierungen (Jahr, Titel, Album, Platzierungen, Wochen, Auszeichnungen, Anmerkungen) | Höchstplatzierung, Gesamtwochen, AuszeichnungChartplatzierungen (Jahr, Titel, Album, Platzierungen, Wochen, Auszeichnungen, Anmerkungen) | Anmerkungen                                                                 |
| Jahr | Titel Album                                                  | US | Country | Anmerkungen                                                                 |
| ---- | ------------------------------------------------------------ | --- | --- | --------------------------------------------------------------------------- |
| 1964 | He Walks Like a Man Queen of the House                       | US66 (6 Wo.)US | — |                                                                             |
| 1965 | Queen of the House                                           | US12 (9 Wo.)US | Country5 (11 Wo.)Country |                                                                             |
| 1965 | Silver Threads and Golden Needles Queen of the House         | US54 (6 Wo.)US | — |                                                                             |
| 1965 | Home of the Brave                                            | US25 (9 Wo.)US | — |                                                                             |
| 1968 | Long Black Limousine The Nashville Sound of Jody Miller      | — | Country73 (2 Wo.)Country |                                                                             |
| 1970 | If You Think I Love You Now (I’ve Just Started) Look at Mine | — | Country19 (13 Wo.)Country |                                                                             |
| 1970 | Look at Mine                                                 | — | Country21 (13 Wo.)Country |                                                                             |
| 1971 | He’s So Fine                                                 | US53 (9 Wo.)US | Country5 (15 Wo.)Country |                                                                             |
| 1971 | Baby I’m Yours He’s So Fine                                  | US91 (4 Wo.)US | Country5 (14 Wo.)Country |                                                                             |
| 1972 | Be My Baby There’s a Party Goin’ On                          | — | Country15 (13 Wo.)Country |                                                                             |
| 1972 | Let’s Go All Down to the River There’s a Party Goin’ On      | — | Country13 (11 Wo.)Country |                                                                             |
| 1972 | To Know Him Is to Love Him There’s a Party Goin’ On          | — | Country18 (11 Wo.)Country |                                                                             |
| 1972 | There’s a Party Goin’ On                                     | — | Country4 (14 Wo.)Country |                                                                             |
| 1973 | Darling, You Can Always Come Back Home Good News!            | — | Country5 (13 Wo.)Country |                                                                             |
| 1973 | Good News Good News!                                         | — | Country9 (12 Wo.)Country |                                                                             |
| 1973 | House of the Rising Sun                                      | — | Country29 (13 Wo.)Country | bereits auf vorherigem Album Good News! erschienen                          |
| 1974 | A Natural Woman House of the Rising Sun                      | — | Country46 (11 Wo.)Country |                                                                             |
| 1974 | Reflections House of the Rising Sun                          | — | Country55 (9 Wo.)Country |                                                                             |
| 1974 | Country Girl                                                 | — | Country41 (10 Wo.)Country |                                                                             |
| 1975 | Best in Me Country Girl                                      | — | Country78 (9 Wo.)Country |                                                                             |
| 1975 | Don’t Take It Away Will You Love Me Tomorrow                 | — | Country67 (9 Wo.)Country |                                                                             |
| 1975 | Will You Love Me Tomorrow                                    | — | Country69 (8 Wo.)Country |                                                                             |
| 1976 | Ashes of Love Will You Love Me Tomorrow                      | — | Country48 (9 Wo.)Country |                                                                             |
| 1977 | Another Lonely Night –                                       | — | Country76 (5 Wo.)Country |                                                                             |
| 1977 | Spread a Little Love Around Here’s Jody                      | — | Country71 (7 Wo.)Country |                                                                             |
| 1977 | When the New Wears Off Our Love Here’s Jody                  | — | Country25 (12 Wo.)Country |                                                                             |
| 1978 | I Wanna Love My Life Away Complete Epic Hits                 | — | Country67 (6 Wo.)Country |                                                                             |
| 1978 | Kiss Away Complete Epic Hits                                 | — | Country65 (4 Wo.)Country |                                                                             |
| 1978 | Soft Lights and Slow Sexy Music Complete Epic Hits           | — | Country97 (2 Wo.)Country |                                                                             |
| 1979 | Lay a Little Lovin’ on Me Complete Epic Hits                 | — | Country97 (2 Wo.)Country | Coverversion des gleichnamigen Titels von Robin McNamara aus dem Jahre 1970 |

## US-Diskografie

### Langspielplatten
| Titel                              | Katalog-Nr.   | Veröffentlichung |
| ---------------------------------- | ------------- | ---------------- |
| Wednesday’s Child Is Full of Woe   | Capitol 1913  | 1963             |
| Queen of the House                 | Capitol 2349  | 1965             |
| Home of the Brave                  | Capitol 2412  | 1965             |
| The Great Hits of Buck Owens       | Capitol 2446  | 1966             |
| The Nashville Sound of Jody Miller | Capitol 2996  | 1969             |
| Look at Mine                       | Epic 30282    | 1971             |
| He’s So Fine                       | Epic 30659    | 1972             |
| There’s a Party Goin’ On           | Epic 31706    | 1972             |
| Good News!                         | Epic 32386    | 1973             |
| The Best of Jody Miller            | Capitol 11169 | 1973             |
| House of the Rising Sun            | Epic 32569    | 1974             |
| Country Girl                       | Epic 33349    | 1975             |
| Will You Love Me Tomorrow          | Epic 33934    | 1976             |
| Here’s Jody                        | Epic 34446    | 1977             |

## Compact Discs
| Titel              | Musiklabel       | Veröffentlichung |
| ------------------ | ---------------- | ---------------- |
| Complete Epic Hits | Real Gone Music  | 1990             |
| Anthology          | Renaissance      | 2000             |
| Higher Love        | Compendia        | 2004             |
| Home of the Brave  | Marginal         | 2009             |
| Story of 29 Cuts   | Traditions Alive | 2014             |

### Vinyl-Singles
| A/B-Seite                                                             | Katalog-Nr. | Veröffentlichung |
| --------------------------------------------------------------------- | ----------- | ---------------- |
|                                                                       | Capitol     |                  |
| Looking at the World Through a Tear / He Walks Like a Man             | 5090        | November 1963    |
| They Call My Guy a Tiger / Wonderful Round of Indifference            | 5162        | April 1964       |
| In My Room / The Fever                                                | 5192        | Mai 1964         |
| Warm Is the Love / My Baby’s Gone                                     | 5269        | September 1964   |
| This Is the Life / Look for Small Pleasures                           | 5298        | Oktober 1964     |
| Never Let Him Go / Be My Man                                          | 5353        | Januar 1965      |
| Queen of the House / The Greatest Actor                               | 5402        | April 1965       |
| Silver Threads and Golden Needles / Melody for Robin                  | 5429        | Juni 1965        |
| Home of the Brave / This Is the Life                                  | 5483        | August 1965      |
| Magic Town / A Lonely Queen                                           | 5541        | November 1965    |
| I Don’t Care / We’re Gonna Let the Good Times Roll                    | 5594        | Februar 1966     |
| I Remember Mama / Something in My Eye                                 | 5671        | Juni 1966        |
| Things / Quite a Long, Long, Time                                     | 5743        | August 1966      |
| If You Were a Carpenter / Let Me Walk with You                        | 5768        | Oktober 1966     |
| How Do You Say Goodbye / Crazy                                        | 5846        | Februar 1967     |
| Kiss Me / Shutters and Boards                                         | 5911        | Mai 1967         |
| To Sir, with Love / Only When You’re Lonely                           | 2005        | September 1967   |
| I Knew You Well / I’m Into Lookin’ for Someone to Love Me             | 2066        | Dezember 1967    |
| It’s My Time / Over the Edge                                          | 2187        | Mai 1968         |
| Long Black Limousine / Back in the Race                               | 2290        | 1968             |
| Bon Soir Cher / All the Crying in the World                           | 2398        | Januar 1969      |
| My Daddy’s Thousand Dollars / The Times to Come                       | 2558        | Juli 1969        |
|                                                                       | Epic        |                  |
| Look at Mine / Safe in These Lovin’ Arms                              | 10641       | Juli 1970        |
| If You Think I Love You Now / Looking out My Back Door                | 10692       | November 1970    |
| He’s So Fine / You Number Two                                         | 10734       | Mai 1971         |
| Baby, I’m Yours / Good Lovin’                                         | 10785       | September 1971   |
| Be My Baby / Your Love’s Been a Long Time Coming                      | 10835       | Februar 1972     |
| Let’s All Go Down / In the Garden (mit Johnny Paycheck)               | 10863       | März 1972        |
| There’s a Party Goin’ On / Love’s the Answer                          | 10878       | Mai 1972         |
| To Know Him Is to Love Him / Make Me Your Kind of Woman               | 10916       | September 1972   |
| Soul Song / Good News                                                 | 10960       | Februar 1973     |
| Darling, You Can Always Come Back Home / We’ll Sing Our Song Together | 11016       | Juni 1973        |
| The House of the Rising Sun / In the Name of Love                     | 11056       | Oktober 1973     |
| Silent Night / O Holy Night                                           | 11076       | Dezember 1976    |
| Reflections / One More Chance                                         | 11094       | Januar 1974      |
| Natural Woman / Jimmy’s Roses                                         | 11134       | Mai 1974         |
| Country Girl / Safe in These Lovin’ Arms                              | 50042       | Oktober 1974     |
| The Best in Me / I’m Alright ’Til I See                               | 50079       | Januar 1975      |
| Don’t Take It Away / Long, Long Time                                  | 50117       | Juni 1975        |
| Will You Love Me Tomorrow / Love, You Never Had It So Good            | 50158       | November 1975    |
| Ashes of Love / She Call Me Baby                                      | 50203       | Februar 1976     |
| When the New Wears Off Our Love / Silver and Gold                     | 50304       | November 1976    |
| Spread a Little Love Around / Montana Cowboy                          | 50360       | März 1977        |
| All Night Long / Another Lonely Night                                 | 50432       | Juli 1977        |
| Soft Lights and Slow Sexy Music / Home                                | 50512       | Februar 1978     |
| Love My Life Away / I’m Gonna Write a Song                            | 50568       | Juli 1978        |
| Kiss Away / Hold Me, Thrill Me, Kiss Me                               | 50612       | Oktober 1978     |
| I Don’t Want Nobody (Mono) / I Don’t Want Nobody (Stereo)             | 50673       | Februar 1979     |
| Lay a Little Lovin’ on Me (Mono) / Lay a Little Lovin’ on Me (Stereo) | 50734       | Juli 1979        |

## Diskografie Deutschland
| A/B-Seite                                   | Katalog-Nr. | Veröffentlichung |
| ------------------------------------------- | ----------- | ---------------- |
|                                             | Capitol     |                  |
| The Fever / He Walks Like a Man             | 22748       | 1964             |
| Was für ein Tag / Liebelei hat keinen Sinn  | 22896       | 1965             |
| Sei mein Mann / Jetzt gehn unsre Sterne auf | 22900       | 1965             |
| Queen of the House / The Greatest Actor     | 22989       | 1965             |
| Home of the Brave / If I                    | 23105       | 1965             |
| It’s My Time / Over the Edge                | 23859       | 1968             |
|                                             | Epic        |                  |
| He’s So Fine / You Number Two               | 7375        | 1971             |